# Tales from the Emerald Sword Saga
Tales from the Emerald Sword Saga è una raccolta del gruppo metal italiano Rhapsody. Il CD contiene varie tracce dai primi cinque album del gruppo, noti anche come Emerald Sword Saga (La saga della spada di smeraldo). La raccolta è composta da 16 canzoni, per un tempo totale di riproduzione di 70 minuti e 52 secondi.
Viene anche inserito, oltre le tracce audio, un inedito videoclip della canzone Holy Thunderforce dell'album Dawn of Victory, in formato mpeg della durata di 5 minuti.
Pubblicato nel 2004, l'album è prodotto da Sascha Paeth e Miro. Il produttore esecutivo è R. Limb Schnoor, della Limb Music Products.

## Tracce
1. Warrior of Ice – 5:57
2. Rage of the Winter (symphonic version) – 4:47
3. Forest of Unicorns – 3:24
4. Land of Immortals (remixed version) – 4:51
5. Emerald Sword – 4:20
6. Wisdom of the Kings – 4:28
7. Wings of Destiny – 4:27
8. Riding the Winds of Eternity (edit version) – 4:12
9. Dawn of Victory – 4:46
10. Holy Thunderforce (remixed version) – 4:21
11. The Village of Dwarves – 3:51
12. Rain of a Thousand Flames – 3:43
13. Knightrider of Doom – 3:56
14. March of the Swordmaster – 5:03
15. Power of the Dragonflame – 4:26
16. Lamento Eroico – 4:38